# Oakley Hall
Pour les articles homonymes, voir Hall.
Oakley Hall, alias Jason Manor ou O. M. Hall, né le 1er juillet 1920 à San Diego, en Californie, et mort le 12 mai 2008 à Nevada City, en Californie, est un écrivain américain de roman policier et de western.

## Biographie
Il fait des études universitaires à Berkeley, en Californie, et dans l’Iowa, puis sert dans les Marines lors de la Seconde Guerre mondiale. À partir de 1968, il est professeur d’anglais à l’Université de Californie à Irvine et directeur de cours d’écriture. 
Son livre le plus célèbre, Warlock, est finaliste du prix Pulitzer en 1958. Edward Dmytryk en réalise une adaptation au cinéma en 1959 intitulée L’Homme aux colts d’or. Il faut cependant attendre l’année 2010 pour que ce roman soit traduit en français.
Sous le pseudonyme de Jason Manor, il signe de 1953 à 1956 quatre romans policiers, qui ont pour thème de prédilection la ville corrompue. Trois de ces titres ont été traduits dans la Série noire.

## Œuvres

### Romans

#### Westerns
- Warlock (1958) Publié en français sous le titre Warlock, Passage du Nord-Ouest, 2010, traduction de David Boratav ; réédition Rivages/Noir no 839, 2011.
- The Bad Lands (1978)
- Apaches (1986)

#### SérieAmbrose Bierce
- Ambrose Bierce and the Queen of Spades (1998) Publié en français sous le titre L’Étripailleur de Morton Street : Ambrose Bierce et la Reine de Pique, Joëlle Losfeld, 2000, traduction de Monique Lebailly.
- Ambrose Bierce and the Death of Kings (2001) Publié en français sous le titre Ambrose Bierce et la Mort des Rois, Joëlle Losfeld, 2004, traduction de Monique Lebailly.
- Ambrose Bierce and the One-Eyed Jacks (2003)
- Ambrose Bierce and the Trey of Pearls (2004)
- Ambrose Bierce and the Ace of Shoots (2005)

### Romans policiers signés Jason Manor
- Too Dead to Run (1953) ) Publié en français sous le titre On déboulonne, Paris, Série noire, no 257, 1955, traduction de Bruno Martin.
- The Red Jaguar (1954) Publié en français sous le titre Ouvrage de dame, Paris, Série noire, no 250, 1955, traduction de Laurette Brunius.
- The Pawns of the Fear (1955)
- The Tramplers (1956) Publié en français sous le titre Au turf !, Paris, Série noire, no 340, 1956, traduction de Henri Robillot.

#### Autres romans signés Oakley Hall
- Murder City (1949)
- So Many Doors (1950)
- Corpus of Joe Bailey (1953)
- Mardios Beach (1955)
- The Pleasure Garden (1966)
- The Downhill Racers (1963)
- A Game for Eagles (1970)
- The Adelita (1975)
- Lullaby (1982)
- The Children of the Sun (1983)
- The Coming of the Kid (1985)
- Separations (1997)
- Love and War in California (2007)

### Autres publications
- The Art and Craft of Novel Writing (1995) Publié en français sous le titre Le travail du Romancier, Écrire Aujourd’hui, 2004, traduction de Christelle Sire, réédition sous le titre Le travail du Romancier – version augmentée, Écrire Aujourd’hui, 2009
- How Fiction Works (2000) Publié en français sous le titre Mécanismes des Histoires Romanesques, Écrire Aujourd’hui, 2004, traduction de Marie-Thérèse Draillard, réédition sous le titre Mécanismes des Histoires Romanesques – version augmentée, Écrire Aujourd’hui, 2010

## Filmographie
- 1959 : L’Homme aux colts d’or, film américain réalisé par Edward Dmytryk, d'après le roman Warlock, avec Henry Fonda, Richard Widmark et Anthony Quinn.
- 1969 : Downhill Racer, film américain réalisé par Michael Ritchie, d'après le roman The Downhill Racer, avec Robert Redford et Gene Hackman.

## Sources
- Claude Mesplède et Jean-Jacques Schleret, SN Voyage au bout de la noire, Paris, Futuropolis, 1982, p. 261-262.
- Les Auteurs de la Série Noire, 1945-1995, collection Temps noir, Joseph K., 1996, (avec Claude Mesplède), p. 324.